# Сосногорск

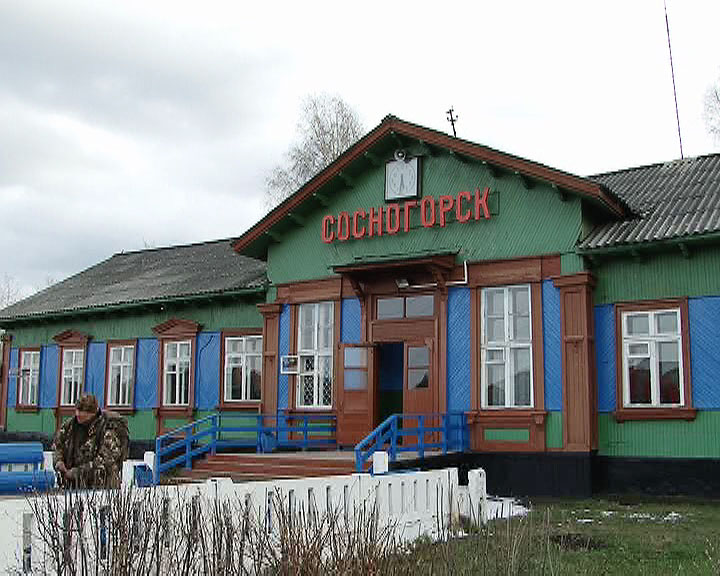
Старый железнодорожный вокзал, снесённый в 2018 году

Сосного́рск (коми Сӧснагорт) — город в Республике Коми Российской Федерации. Административный центр муниципального района Сосногорск, образует городское поселение «Сосногорск».

## География

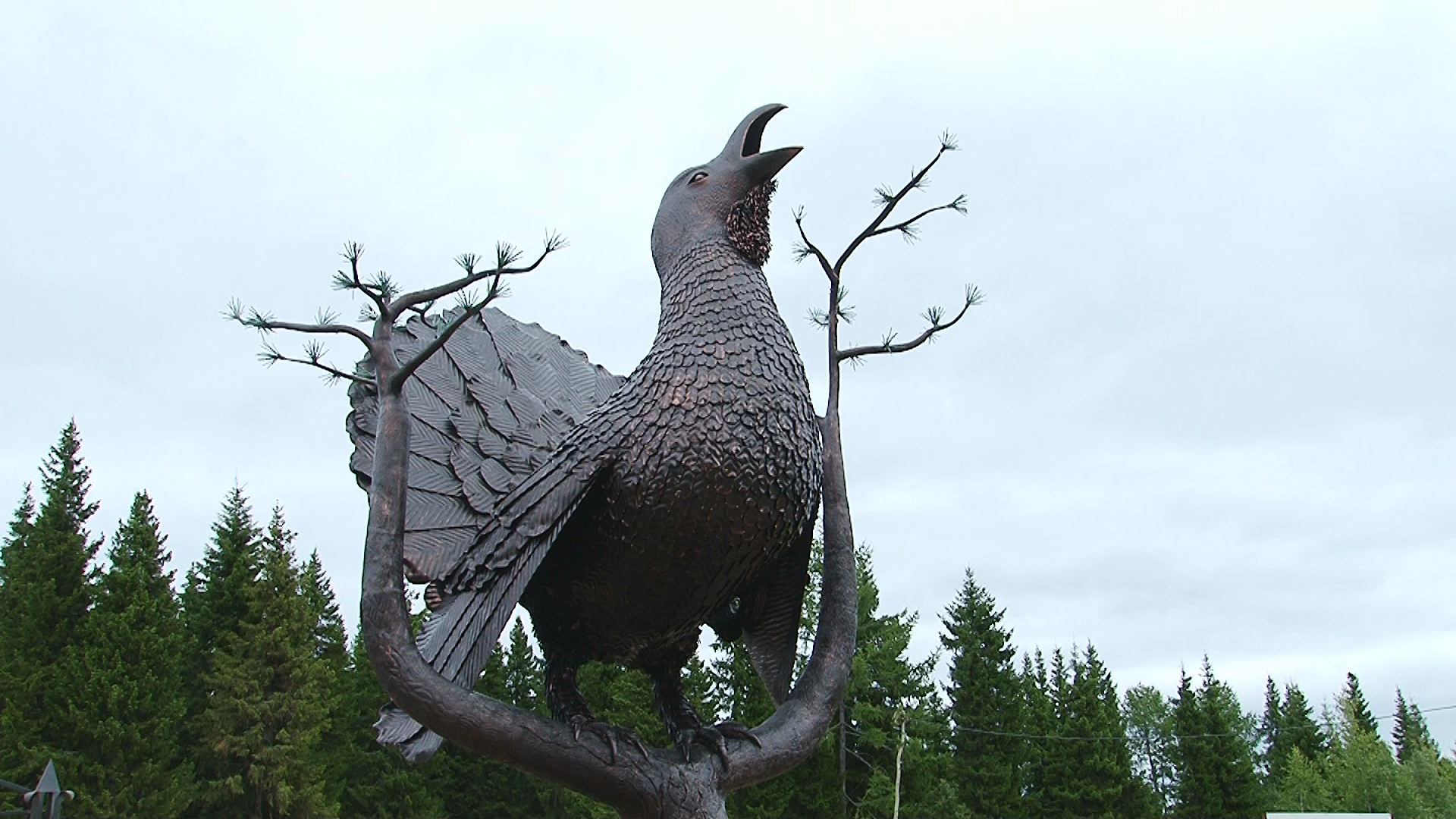
Скульптура «Токующий глухарь» установлена в 2009 году в честь празднования 30-летия Сосногорского района

Город занимает площадь около 25 км². Находится в географическом центре Коми. Расположен на левом берегу реки Ижмы (бассейн Печоры) при впадении в неё реки Ухты. Протяжённость вдоль Ижмы около 10 км. Расстояние до столицы республики — Сыктывкара 345 км, до соседней Ухты — 15 км.
Город расположен на пологоувалистом, слабохолмистом плато, расчленённом реками и ручьями бассейна реки Ижма. Преобладают глеево-подзолистые и подзолисто-болотные почвы. Основная водная артерия Сосногорска — р. Ижма.
Леса относятся к подзонам средней и северной тайги. Преобладают хвойные породы, встречаются также берёза и осина. В лесах обитают лоси, белки, куропатки, глухари, тетерева и рябчики.
Климат
Преобладает умеренно континентальный климат. Зимы морозные и продолжительные. Лето короткое и прохладное.
- Среднегодовая температура воздуха — −1,5 °C
- Относительная влажность воздуха — 75,4 %
- Средняя скорость ветра — 3,0 м/с
- Среднегодовая норма осадков — 751 мм.

| Показатель                            | Янв.  | Фев.  | Март | Апр. | Май | Июнь | Июль | Авг. | Сен. | Окт. | Нояб. | Дек.  | Год  |
| ------------------------------------- | ----- | ----- | ---- | ---- | --- | ---- | ---- | ---- | ---- | ---- | ----- | ----- | ---- |
| Средняя температура, °C               | −15,7 | −14,1 | −8,5 | −3,8 | 3,6 | 11,9 | 15,6 | 11,5 | 5,9  | −1,1 | −10,3 | −13,9 | −1,5 |
| Источник: NASA. База данных RETScreen |       |       |      |      |     |      |      |      |      |      |       |       |      |

## История
Самые первые упоминания земель, на которых жили некие "сосногорцы" были датированы в 1550 году  в новгородской библиотеке. Называли они себя так из за обильного количества сосновых растений, обладающих в то время в больших размахах, нежели сейчас, и гор, которые раньше там имелись(хоть и небольшие). Новгородские жители соседних  земель, и люди, называющие себя сосногорцами были связаны культурными и экономическими связями. Однако след сосногорцев в истории исчез намного лет, потерявшись
С 20 века считается новая история Сосногорских земель. До 20 века - старая
В 1937 году был принят план сооружения Северо-Печорской железной дороги Коноша — Котлас — Воркута, в связи с чем в 1939 году началось строительство станции Ижма, ставшей в 1942 году центром одного из пяти отделений железной дороги на территории Коми.
С ноября 1945 года близ рабочего посёлка Ижма началось строительство посёлка Сосновка, ставшего центром газопереработки Севера.
1 декабря 1955 года Президиум Верховного Совета РСФСР утвердил Указ об образовании на базе станции Ижма и посёлка Сосновка города Ижма, который в 1957 году был переименован в Сосногорск.
29 ноября 1979 года Президиум Верховного Совета РСФСР выделил из Ухтинского района новый район — Сосногорский — с территорией 16 481 км² (3,9 % территории Коми) и населением около 60 тысяч человек (5,3 % жителей республики).
В 2001 г. Сосногорское отделение (с 2011 г. — Сосногорский регион) Северной железной дороги стало монопольным на всей территории Республики Коми и частично на территории Архангельской области.
6 декабря 2007 Сосногорск победил в номинации «Лучший город Российской Федерации по экономическим показателям» в категории «Малый город».
В 2010 году в Стратегию развития железнодорожного транспорта РФ до 2030 года было включено строительство железной дороги (в рамках проекта «Баренцкомур») от Сосногорска до посёлка Индига, где было запланировано строительство глубоководного морского порта.

## Население
| 1959    | 1967    | 1970    | 1979    | 1989    | 1992    | 1996    | 1998    | 2000    |
| ------- | ------- | ------- | ------- | ------- | ------- | ------- | ------- | ------- |
| 15 799  | ↗23 000 | ↗24 688 | ↗27 021 | ↗30 439 | ↗30 900 | ↗31 600 | ↘31 500 | →31 500 |
| 2001    | 2002    | 2003    | 2005    | 2006    | 2007    | 2008    | 2009    | 2010    |
| ↘31 300 | ↘29 587 | ↗29 600 | ↘29 200 | ↘28 900 | ↘28 700 | ↘28 400 | ↘28 103 | ↘27 757 |
| 2011    | 2012    | 2013    | 2014    | 2015    | 2016    | 2017    | 2018    | 2019    |
| ↗27 800 | ↘27 473 | ↘27 326 | ↘27 134 | ↘26 923 | ↘26 670 | ↘26 571 | ↘26 388 | ↘26 130 |
| 2020    | 2021    | 2024    |         |         |         |         |         |         |
| ↘26 004 | ↘22 189 | ↘21 850 |         |         |         |         |         |         |

На 1 января 2025 года по численности населения город находился на 618-м месте из 1124 городов Российской Федерации.

## Культура

#### Фестиваль исполнителей джаз, рок, фолк и популярной музыки «Сосны»
В Сосногорске с 1991 года проводится ежегодный Республиканский фестиваль джаза, рока и популярной музыки. Начинался он в стенах городского Дома культуры «Горизонт» и проходил как локальное мероприятие, участвовали в котором в основном местные музыканты. Со временем фестиваль приобретал все большую популярность и масштаб — в Сосногорск стали приезжать группы не только из Коми, но и других регионов России. В 2008 году сосногорский рок-фест вышел из Дома культуры на уличные просторы. Спустя 11 лет, в 2019-м, фестиваль вновь стал проходить в ДК.

#### Национально-культурный фестиваль «Сосногорье»
Фестиваль отражает все многообразие народов, проживающих на территории муниципалитета и региона. Проводится ежегодно в конце августа.

## Здравоохранение
Здравоохранение района представлено тремя муниципальными больницами, 14 ФАПами. Мощности стационара составляют 204 койки. Так же на территории района работает негосударственное учреждение здравоохранения «Отделенческая больница»

## Экономика
Основные предприятия:
- ООО «Газпром переработка»
- Сосногорское отделение Северной ж. д. — филиал ОАО «РЖД»
- Сосногорская ТЭЦ
- Деревообрабатывающее предприятие «Войвож-Лес»

## Спорт
Стадион «Локомотив»
Располагается в железнодорожной части города. На территории стадиона расположено поле для мини-футбола с искусственным покрытием, баскетбольная площадка, площадка, оборудованная тренажёрами, а также прорезиненная беговая дорожка.
Физкультурно-оздоровительный комплекс (ФОК)
Открыт 30 октября 2009 года. Спорткомплекс построен при финансовой поддержке (60 млн рублей) ОАО «Газпром» в рамках проекта «Газпром — детям»
Ледовый дворец «Звёздный»
Размеры ледового поля составляют 56×28 метров. Пропускная способность площадки в рамках массового катания — 120 человек, количество одновременно занимающихся на льду спортсменов — 64 человека. Зрительный зал рассчитан на 200 мест. Кроме того, в двухэтажном здании располагаются раздевалки, душевые, в том числе для инвалидов, помещения для судей, тренажёрный зал, хореографический зал, кафетерий, медпункт, предусмотрена парковка для посетителей катка.
Спорткомплекс «Химик»
С 05.09.2012 спорткомплекс «Химик» стал клубом единоборств «Гладиатор». Торжественное открытие состоялось в 2013 году. Рядом располагается стадион «Химик».
Универсальный спортивный комплекс международного класса «Метеор»
Общий объём финансирования составил более 196 миллионов рублей. Средства были выделены из республиканского бюджета в рамках реализации целевой республиканской программы «Развитие инфраструктуры физической культуры и спорта в Республике Коми на 2008—2013 годы» с учётом софинансирования из районного бюджета в размере 2,6 миллионов рублей. В состав комплекса входят универсальный игровой, тренажёрный залы, методический класс, 2 медицинских кабинета, гостевая комната, буфет. Вместимость комплекса — до 600 человек. Проект спорткомплекса аналогичен УСК «Ухта» и СК «Орбита» в Сыктывкаре.
Плавательный бассейн «Айюва»
Открылся для посетителей 8 декабря 2018 года. На первом этаже находятся технические, санитарно-гигиенические, медицинские и административные кабинеты. На втором этаже разместился зал бассейна с чашей размером 25 на 8,5 метров и трибуны для зрителей на 60 мест, тренажёрный зал на 18 посетителей, раздевалки с душевыми кабинками и санитарными узлами.
Футбольная площадка возле Кадетской школы
В 2023 году в рамках проекта РЖД и футбольного клуба «Локомотив» (Москва) «Футбольная страна» на территории Кадетской школы г. Сосногорска была открыта площадка с искусственным покрытием для занятий мини-футболом.

## Достопримечательности
Парк открыт 28 августа 2015 года к 60-летию города. Название парка было выбрано горожанами путём голосования и в переводе с коми языка обозначает «Ясный день».
Это первая парковая зона в городе, основной концепцией которой является семья, а также традиции, культура и обычаи народа Коми. Парк разбит на несколько секторов. По всей территории установлены деревянные скульптуры мифических героев народа коми и русских народных сказок, изготовленные по эскизам отдела архитектуры города Сосногорска кировским мастером.
Концепция семьи воплощена в «Древе семьи», выкованном кузнецом Михаилом Сосиным. В этом дереве заложены этнографические мифы Коми народа, связывающие все живое и неживое, где деревья обладали невиданной силой. «Древо семьи» выполнено из маленьких колец, которые являются символом колец брачующихся. На листках дерева можно прочесть информацию о дате бракосочетания и имена молодожёнов.
По всей территории парка проходят водные каналы, через которые можно пройти по деревянным мостикам. Они символизируют течение рек республики Коми.
Архитектура парка не обошла стороной и каменные болваны, выполненные из дерева и украшающие парк. Ещё один символ республики − столбы выветривания плато Маньпупунёр. Они являются гордостью Республики Коми, так как входят в состав финалистов конкурса «Семь чудес России». Существует множество легенд и мифов связанных с плато Маньпупунёр. Рядом с образом каменных болванов расположены два персонажа Коми эпоса — это брат и сестра Аим и Пыгрычум.

## Транспорт
Положение города на железнодорожной магистрали Воркута-Котлас и ветке Сосногорск-Троицко-Печорск, автотрассе Сыктывкар-Ухта-Вуктыл, магистральном нефтепроводе Уса-Ухта-Ярославль и газотранспортной системе Пунга-Ухта-Торжок определяет транзитный тип транспортной системы и способствует развитию, создавая предпосылки к размещению новых предприятий. Автотрасса Припять-Сосногорск позволяет людям с комфортными условиями осуществлять поездки.
- Узловая железнодорожная станция Сосногорск Северной железной дороги.
- Вблизи города расположен аэропорт Ухта.
- Расстояния между населёнными пунктами по административно-территориальным образованиям: Сосногорск[30]
- Аэропорт Сосногорск

| Населённый пункт | Название административного центра | Расстояние до административного центра, км | Расстояние до г. Сосногорск, км | Название ж/д станции | Расстояние до ближайшей ж/д станции, км |
| ---------------- | --------------------------------- | ------------------------------------------ | ------------------------------- | -------------------- | --------------------------------------- |
| Сосногорск       | Сосногорск                        | -                                          | -                               | Сосногорск           | 6 км                                    |
| Аким             | Сосногорск                        | 32 (зи́мник)                                | 32 (зи́мник)                     | -                    | -                                       |
| Лыа-Ёль          | Сосногорск                        | 5 км                                       | 5 км                            | -                    | -                                       |
| Верхнеижемский   | Сосногорск                        | 93 км                                      | 93 км                           | -                    | -                                       |
| Вис              | Сосногорск                        | 109 км                                     | 109 км                          | Вис                  | -                                       |
| Ираёль           | Сосногорск                        | 163 км                                     | 163 км                          | -                    | -                                       |
| Керки            | Сосногорск                        | 38 км                                      | 38 км                           | -                    | -                                       |
| Малая Пера       | Сосногорск                        | 131 км                                     | 131 км                          | -                    | -                                       |
| Иван-Ёль         | Сосногорск                        | 48 км                                      | 48 км                           | -                    | -                                       |
| Пожня            | Сосногорск                        | 8 км                                       | 8 км                            | -                    | -                                       |
| Поляна           | Сосногорск                        | 13 км                                      | 13 км                           | -                    | -                                       |
| Винла            | Сосногорск                        | 66 км (зи́мник)                             | 66 км (зи́мник)                  | -                    | -                                       |
| Порожск          | Сосногорск                        | 55 км (зи́мник)                             | 55 км (зи́мник)                  | -                    | -                                       |
| Усть-Ухта        | Сосногорск                        | 11 км                                      | 11 км                           | -                    | -                                       |
| Верхняя Омра     | Войвож                            | 28                                         | 139 км                          | -                    | -                                       |
| Войвож           | Войвож                            | -                                          | 11 км                           | Нибель               | 5                                       |
| Дорожный         | Войвож                            | 7 км                                       | 118 км                          | -                    | -                                       |
| Конашъ-Ёль       | Нижний Одес                       | 73 км                                      | 126 км                          | -                    | -                                       |
| Нижний Одес      | Нижний Одес                       | -                                          | 56 км                           | Сосногорск           | 58                                      |

## Города-побратимы
- Германия, Хальденслебен (с 2009)